# 크누트 대왕
크누트 대왕(고대 노르드어: Knútr inn ríki 크누트 인 리키, 덴마크어: Knud den Store 크누드 덴 스토레[*], 영어: Canute the Great, 노르웨이어: Knut den mektige 크누트 덴 메크티게[*], 스웨덴어: Knut den Store 크누트 덴 스토레[*], 폴란드어: Kanut Wielki 카누트 비엘키[*], 995년? ~ 1035년 11월 12일)은 잉글랜드와 덴마크, 노르웨이의 왕이며 슐레스비히와 포메른의 통치자였다. 잉글랜드 왕으로서는 크누트 1세(Canute I)이며, 덴마크 왕으로서는 크누트 2세(Knud II)이다. 덴마크의 크누트 1세는 하르타크누트 1세이다.
하랄드 블라톤의 손자이며 스베인 튜구스케그의 차남이다. 1016년에 잉글랜드 왕위에 올랐고 1018년에는 덴마크 왕을 겸하였으며, 1028년에는 노르웨이 왕으로 추대되어 '북해 제국(앵글로-스칸디나비아 제국)'을 구축하기에 이르렀다.
그는 재위 기간 동안 잉글랜드 인과 덴마크 인 사이의 갈등을 봉합하고 서로의 문화가 융화되도록 많은 노력을 했다. 잉글랜드 인을 관리로 임명해 정책을 일임했고, 덴마크 문자와 앵글로 색슨 문자가 혼용되어 사용될 수 있도록 했다.
또한 교회와 수도원의 지지를 얻기 위해 십일조 세금 징수를 시행했는데, 이는 교회와 잉글랜드 국민들의 지지를 받는 계기가 되었다. 처음이자 마지막인 덴마크 출신 잉글랜드 국왕이었다.

크누트 대왕이 통치했던 북해 제국(North Sea Empire), 1030년 경.

## 생애
덴마크 대왕 스벤 1세와 슬라브 레프족 족장의 딸 사이에서 태어났다. 크누트에게 폴란드 국왕 보레스와프 1세는 삼촌이다. 크누트는 아버지 스벤 1세와 보레스와프 1세의 제후와 함께 잉글랜드를 정벌했다. 1014년 아버지가 전사한 뒤에도 계속 싸우고 세력을 떨쳤다. 우선 크누트는 덴마크로가 하랄을 왕으로 인정하고 잉글랜드 정복을 위한 대규모 군대를 지원받게 됐다. 1015년 여름 크누트는 1만 명의 바이킹 대군과 200여 척의 함선을 잉글랜드 정복에 동원했다. 1016년, 앵글로 색슨 가신단 회의에서 영국의 왕으로 추대되어 즉위되었다. 1018년에 형 하랄 2세의 죽음으로 덴마크 왕위를 계승했다. 그 뒤, 노르웨이와 스웨덴등 스칸디나비아 지역을 공략했다. 1028년에는 노르웨이 왕위도 겸하게 되어, 3국의 왕위를 겸한 '대왕'이라고 불렸다. 강력한 북해 제국을 손에 넣었다. 1035년 40세의 나이로 사망한다. 사후 후계자 다툼이 일어나고, 북해 제국은 크누트의 사후 불과 7년 만에 무너졌다.

## 자녀
첫째, 노샘프턴 백작 알프헤름 딸 엘기프(엘기봐)와 결혼했다.
- 스벤 (? - 1036년) - 노르웨이 왕 (아버지와 共治) (1030년 - 1035년)
- 해럴드 1세 (1015년경 - 1040년) - 영국의 왕

두 번째로 노르망디 리처드 1세의 딸로, 잉글랜드 왕 에설레드 2세의 미망인 엠마와 결혼했다.
- 하르타크누트 (1018 / 9년 - 1042년) - 덴마크 왕 잉글랜드 왕
- 군힐다 (1020년경 - 1038년) - 1036년 이후 신성 로마 황제 하인리히 3 세 와 결혼

## 같이 보기
- 크누트 대왕의 잉글랜드 침공

| 전임 에드먼드 2세 | 제14대 잉글랜드 국왕 1016년–1035년 | 후임 하랄드 헤라포트 |

| 전임 하랄 2세 | 제6대 덴마크 국왕 1018년–1035년 | 후임 하르다크누트 |

| 전임 올라프 2세 | 제10대 노르웨이 국왕 1028년–1035년 | 후임 망누스 1세 |

- 북해 제국
- 흐라픈스메르키
- 바이킹 시대